# بخش سن خاویر (میسیونس)
بخش سن خاویر (به اسپانیایی: Departamento San Javier) یک منطقهٔ مسکونی در آرژانتین است که در استان میسیونس واقع شده‌است.